# Dinotrema absimile
Dinotrema absimile är en stekelart som beskrevs av Vladimir Ivanovich Tobias 2004. Dinotrema absimile ingår i släktet Dinotrema och familjen bracksteklar. Inga underarter finns listade i Catalogue of Life.